# Фултон (округ, Нью-Йорк)
Существуют одноимённые округа, см. Фултон (округ).
Округ Фултон (англ. Fulton County) — округ штата Нью-Йорк, США. Население округа на 2000 год составляло 55 077 человек. Административный центр округа — город Джонстаун.

## История
Округ Фултон основан в 1838 году; назван в честь Роберта Фултона (1765–1815), создателя первого парохода. Источник образования округа Фултон: округ Монтгомери.

## География
Округ занимает площадь 1380,5 км2.

## Демография
Согласно переписи населения 2000 года, в округе Фултон проживало 55 077 человек. По оценке Бюро переписи населения США, к 2009 году население увеличилось на 0%, до 55 053 человек. Плотность населения составляла 39,9 человек на квадратный километр.